# Públio Cornélio Lêntulo Sura
Públio Cornélio Lêntulo Sura (114–62 a.C.; em latim: Publius Cornelius Lentulus Sura) foi um político da família dos Lêntulos da gente Cornélia da República Romana eleito cônsul em 71 a.C. com Cneu Aufídio Orestes. É famoso por ter sido um dos principais personagens da Conspiração de Catilina e por ter sido padrasto de Marco Antônio.

## Carreira
Lêntulo foi nomeado questor de Lúcio Cornélio Sula em 81 a.C.. Quando foi acusado por ele de ter se apropriado de dinheiro público, recusou-se inclusive a se defender, mas, de forma insolente, estendeu sua panturrilha (em latim: "sura"), que era o local onde os garotos eram punidos quando cometiam erros em jogos de bola, um comportamento similar a um "tapinha na mão". Foi eleito pretor em 75 a.C., propretor da Sicília nos dois anos seguintes, e cônsul em 71 a.C., desta vez juntamente Cneu Aufídio Orestes.

### Conspiração de Catilina
Em 70 a.C., tendo sido expulso do Senado juntamente com diversos outros senadores pelos censores Lúcio Gélio Publícola e Cneu Cornélio Lêntulo Clodiano, aliados de Pompeu, e juntou-se a Catilina. Baseando-se num oráculo sibilino de que três Cornélios governariam Roma, Lêntulo considerava-se como um sucessor natural de Lúcio Cornélio Sula e de Lúcio Cornélio Cina. Quando Catilina deixou Roma depois do segundo discurso de Cícero ("In Catilinam"), Lêntulo assumiu o posto de líder dos conspiradores na cidade. Juntamente com Caio Cornélio Cetego, Lêntulo tentou assassinar Cícero e atear fogo em Roma, mas o plano falhou por causa de sua timidez e falta de discrição. Seguindo as instruções de Catilina, reuniu os que estavam dispostos para a revolução, e não apenas os cidadãos.

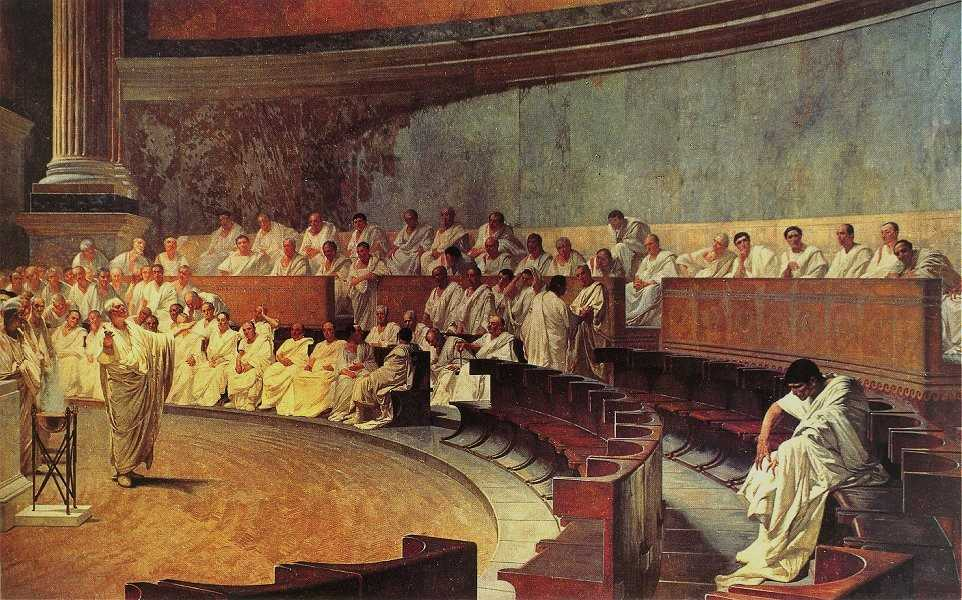
Cícero denuncia Catilina no Senado Romano. Lêntulo Sura era um dos principais líderes da conspiração.

Embaixadores dos alóbroges, estando na época em Roma para trazer uma reclamação contra as opressões que vinham sofrendo nas mãos dos governadores provinciais, Lêntulo enviou Públio Umbreno para lidar com eles, que eram tidos como propensos à guerra e Umbreno já tinha lidado com eles antes. Os conspiradores levaram os gauleses para a casa de Décimo Júnio Bruto, um local adequado pois ficava próxima do Fórum, pela presença de Semprônia e pela ausência de Bruto, que estava fora de Roma. Os conspiradores levaram Públio Gabínio Capitão e revelaram seus planos aos gauleses.
Fingindo acreditar em suas propostas, os embaixadores conseguiram um acordo assinado pelos principais conspiradores e foram diretamente até Quinto Fábio Sanga, seu patrono na cidade, que, por sua vez, avisou Cícero. Os embaixadores contaram o plano, como eles haviam ouvido, para Quinto Fábio Sanga, que era quem tratava dos seus assuntos em Roma. Quando Cícero, através de Sanga, soube dos planos, instruiu os embaixadores a fingir interesse na conspiração e tentar provar a culpa dos conspiradores. Fingindo aceitar as suas propostas, os embaixadores se encontraram com os outros conspiradores e exigiram um juramento, que seria selado e levado ao seu país. Lêntulo enviou Tito Voltúrcio, de Crotona, com instruções até Catilina.
Cícero enviou os pretores Lúcio Valério Flaco e Caio Pontino para prender a todos.
Os conspiradores foram presos e forçados a admitir sua culpa. Lêntulo foi compelido a abdicar seu pretorado e, como se temia que poderia haver uma tentativa de resgatá-lo, foi condenado à morte em 5 de dezembro de 63 a.C., juntamente com outros apoiadores de Catilina. Como era o costume dos romanos em relação aos culpados de crimes de lesa majestade, como era o caso, um guardião foi escolhido para cuidar dos acusados até que a sentença pudesse ser executada. Neste caso, foi escolhido o cônsul em 64 a.C., Lúcio Júlio César, irmão da esposa de Catilina, Júlia Antônia, a mãe de Marco Antônio.
A execução, segundo Salústio foi realizada por estrangulamento no interior da Prisão Mamertina. Com Lêntulo foram executados Caio Cornélio Cetego, Lúcio Estacílio, Cepário, Tito Voltúrcio e Públio Gabínio Capitão sob ordens dos cônsules Décimo Júnio Silano e Lúcio Licínio Murena.
A legitimidade destas execuções, que foram executados com base no poder de imperium dos cônsules e sem um julgamento, foi disputado. Cícero argumento que suas ações foram legais sob o senatus consultum ultimum, mas acabou exilado em 58 a.C. depois da prisão do tribuno da plebe Públio Clódio Pulcro, acusado de planejar e realizar a execução ilegal de cidadãos romanos, entre eles Sura. Cícero pôde voltar no ano seguinte por votação no Senado. Porém, Cícero se arrependeria mais tarde de seus atos, pois seu tratamento em relação a Lêntulo foi uma das razões pelas quais Marco Antônio, enteado de Lêntulo, ter exigido a execução do próprio Cícero como pré-condição para que ele se juntasse ao Segundo Triunvirato.